# Dyskobolia Grodzisk Wielkopolski
Dyskobolia Grodzisk Wielkopolski – polski klub piłkarski z siedzibą w Grodzisku Wielkopolskim. W sezonie 2025/26 występuje w V lidze, gr. wielkopolskiej I.

## Historia

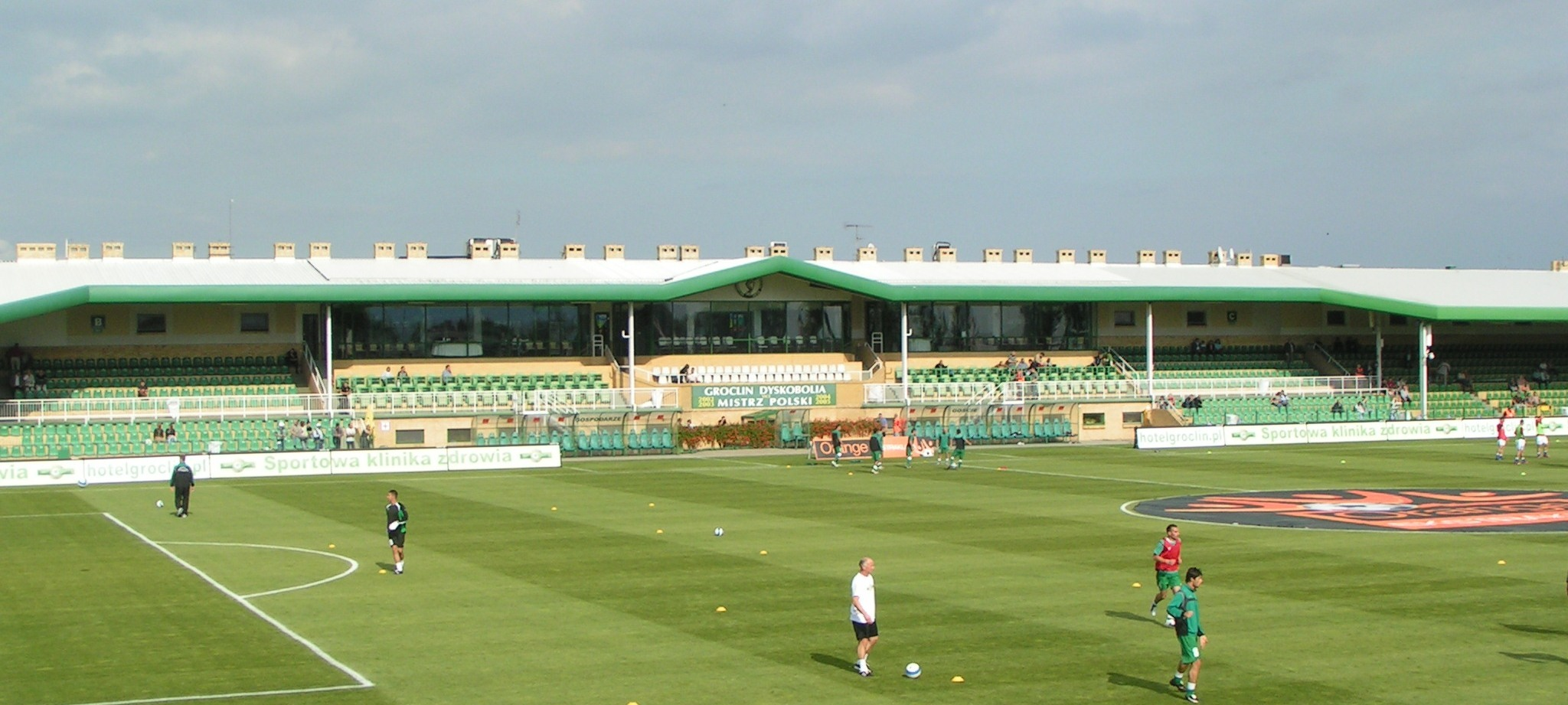
Główna trybuna stadionu (2007)

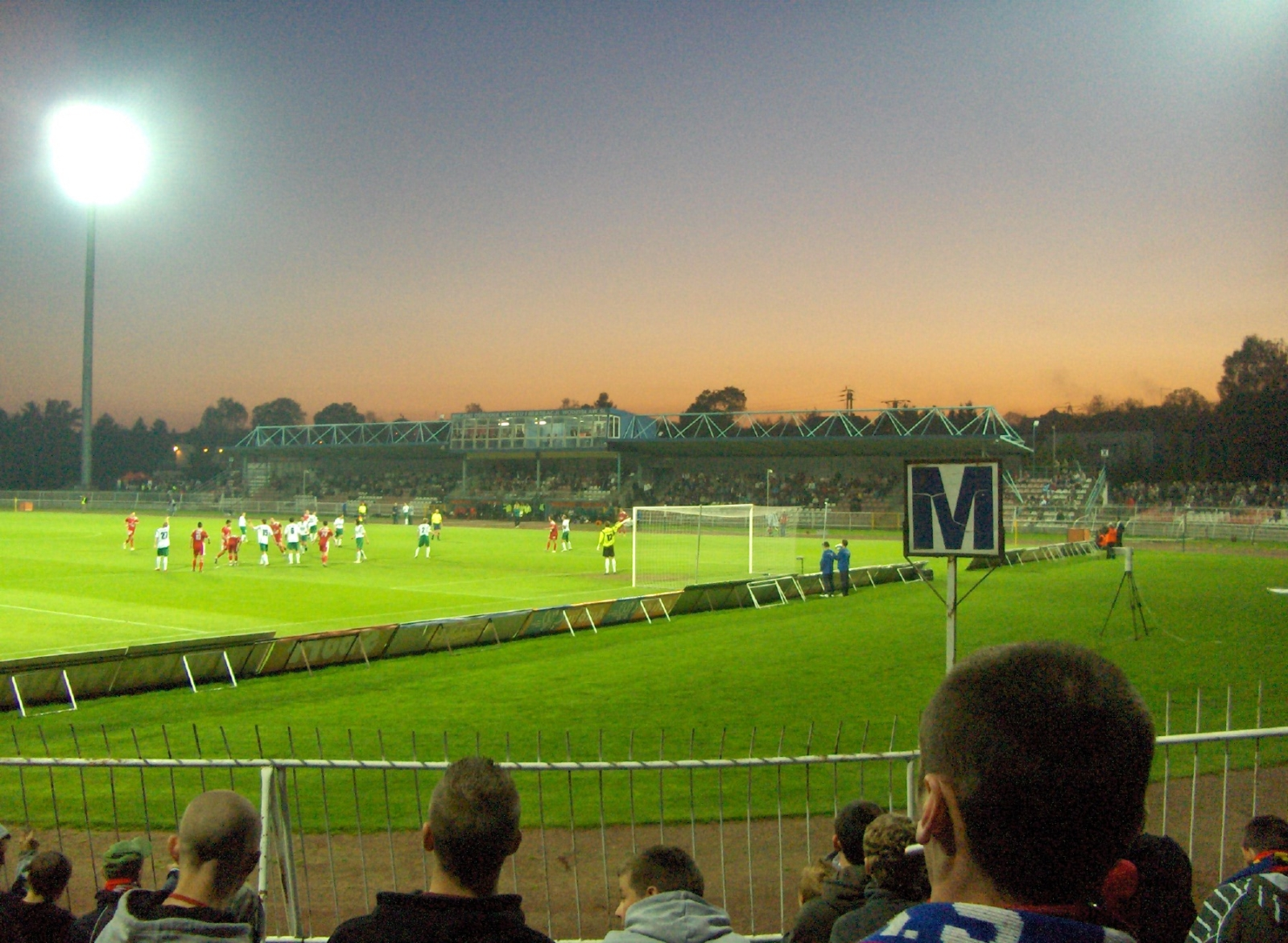
Ostatni mecz Dyskobolii w Ekstraklasie. Odra-Dyskobolia 11 maja 2008

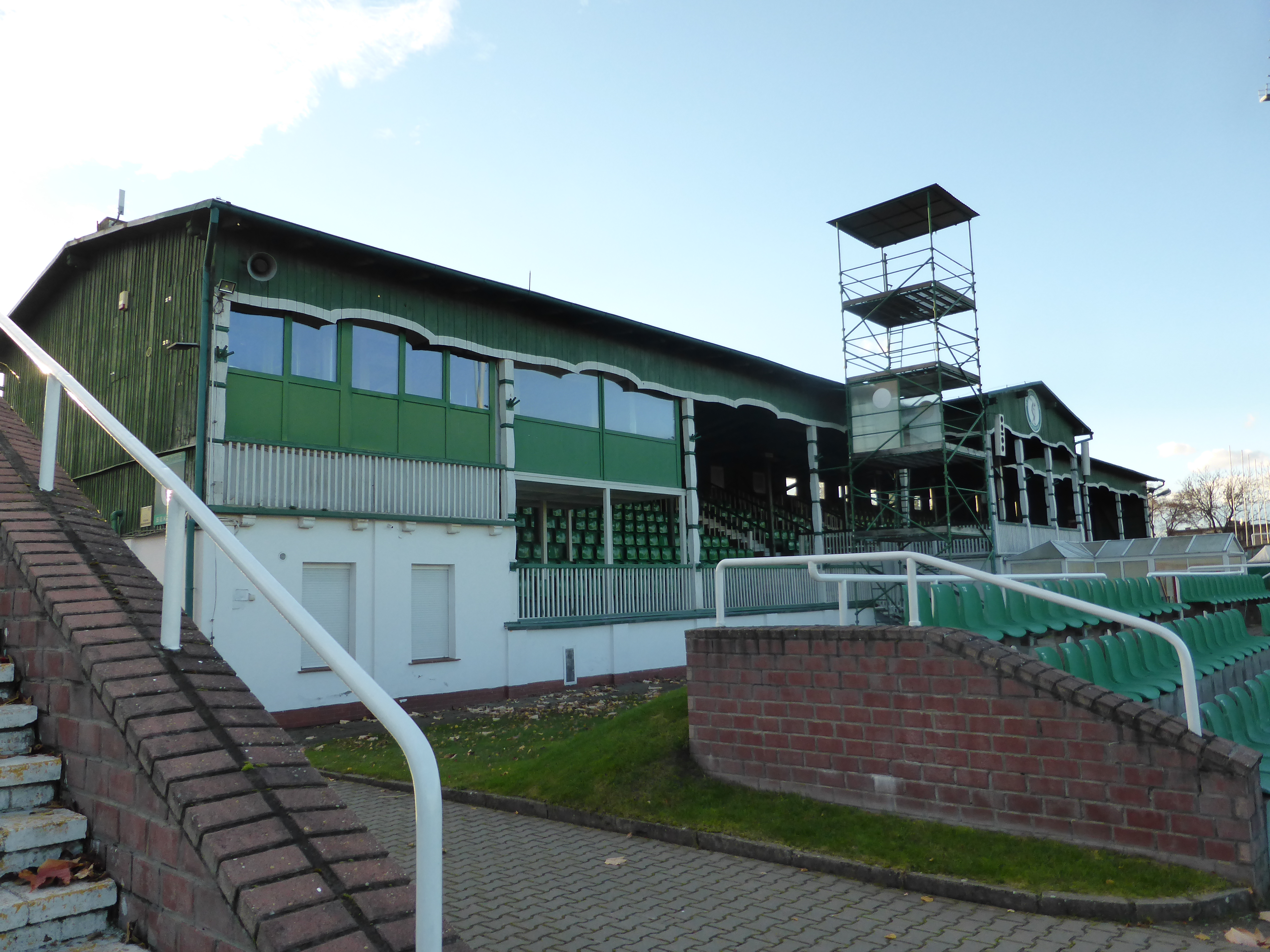
Zabytkowa trybuna klubu używana w latach 90. i wcześniej (zdj. 2013)

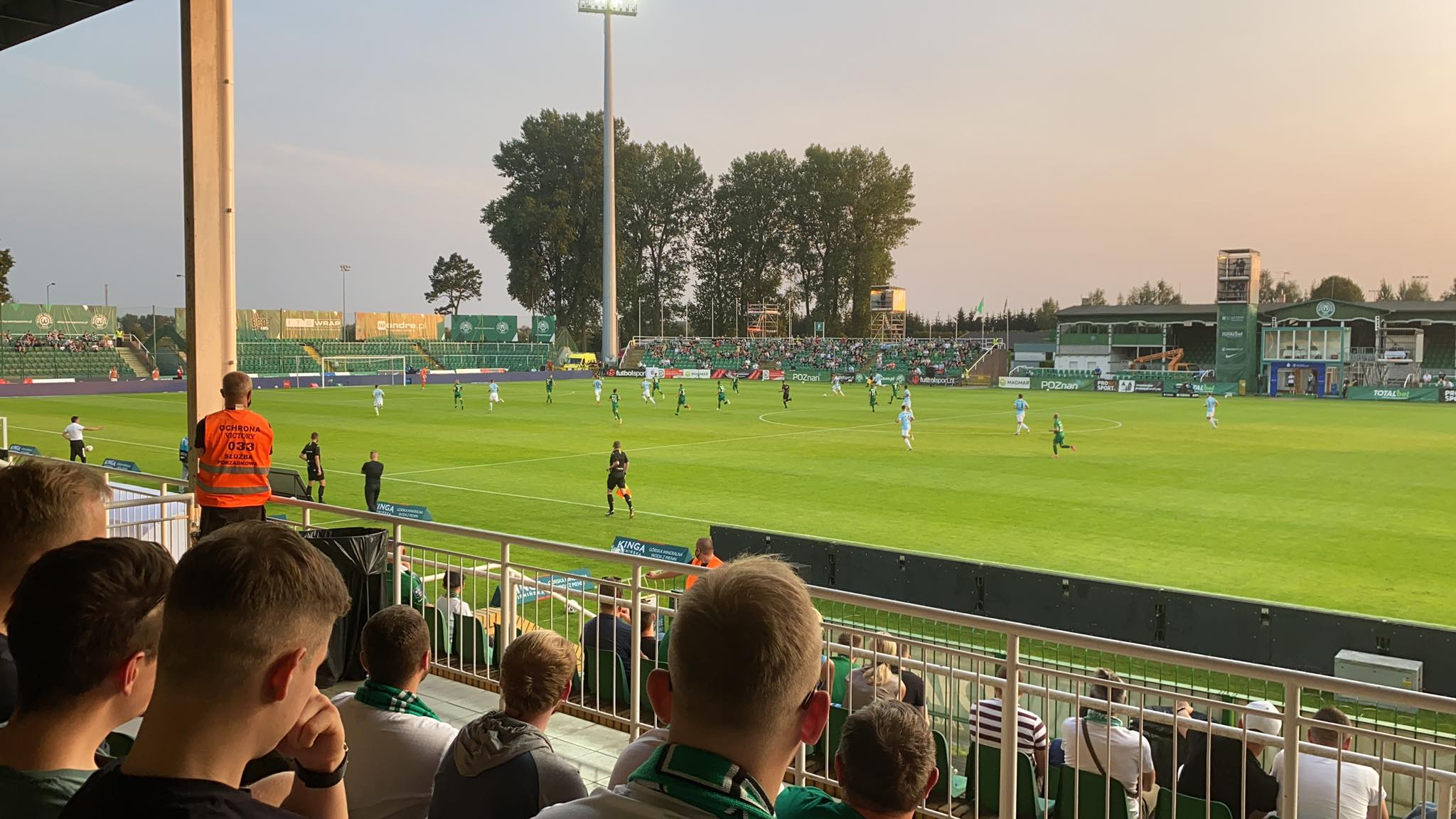
Stadion w Grodzisku (2020)

- 30 kwietnia 1922 powstał Klub Sportowy Dyskobolia Grodzisk Wielkopolski (wówczas do 1934 roku zw. Poznański), założony przez grupę gimnazjalistów, m.in. Zdzisława Kozłowskiego.
- Pierwszy oficjalny mecz towarzyski Dyskobolia rozegrała w Wolsztynie z tamtejszym „Unitasem”, przegrywając 1:10. W meczu rewanżowym w Grodzisku Dyskobolia wygrała 1:0.
- W 1925 roku nastąpiła fuzja KS Dyskobolia z KS Florencja Grodzisk Wielkopolski. Klub występował wówczas w Kl-C rywalizując w grupie z Jutrzenką, Koroną i PKS z Poznania, TS Liga Dębiec i Unitas Wolsztyn.
- W 1932 klub obchodził 10-lecie swojego istnienia i w prezencie dla kibiców wywalczył awans do klasy B (wówczas wysoko notowana klasa – dzisiejsza III liga.). W tymże roku 10 stycznia przewodniczącym Wydziału Gier i Dyscypliny przy PozOZPN wybrano Jana Węclewicza z Dyskobolii.
- 25 sierpnia 1935 na stadionie w Grodzisku rozegrano pierwszy w historii klubu mecz międzynarodowy z niemiecką drużyną Weiss-Blau Schwiebus (Świebodzin). Mecz ten przyciągnął na stadion ponad 1000 widzów. Była też spora grupa kibiców niemieckich. Weiss-Blau Schwiebus wspierało również liczne grono obywateli polskich narodowości niemieckiej. Niemcy z dwóch państw kibicowali z powiewającymi flagami ze swastyką. Musiało to zmobilizować grodziską drużynę, gdyż wygrała mecz ten 5:1.
- W 1948 piłkarze wywalczają awans do klasy A, po pamiętnych meczach z Wagmo Zielona Góra. Mimo że decydujący o awansie mecz na boisku z Zielonej Górze Dyskobolia wygrała (w Grodzisku też 6:1), kombinatorstwem władz partyjnych – nie wyobrażano sobie żeby prężnie rozwijające się miasto Zielona Góra nie miała drużyny w wyższej klasie rozgrywkowej, zainteresowany był tym podobno ówczesny minister E.Osóbka – mecz w Zielonej Górze unieważniono i nakazano powtórzyć. Dyskobolia jednak i tym razem pokonała Wagmo (późniejszy Zastal) 2:1.
- w 1949 roku nastąpiła nowa struktura organizacyjna sportu KS Dyskobolia przystąpiła do Federacji Kolejarz i połączyła się z klubem działającym przy stacji kolejowej przyjmując jego nazwę KKS Kolejarz Grodzisk Wielkopolski.
- W początku lat 50. nastąpiła nowa fuzja z ZKS Spójnia działającym przy Zakładach Mięsnych w Grodzisku i ponowna zmiana nazwy na KS Sparta Grodzisk Wielkopolski.
- W 1955 roku na mocy decyzji GKKF przywrócono klubom prawo używania tradycyjnych nazw. Na wiosnę tegoż roku KS Sparta powróciła do nazwy KS Dyskobolia.
- W 1957 Dyskobolia została mistrzem klasy A (gr. II) i żeby awansować do ligi okręgowej(powstała w 1956) musiała rozegrać mecz na neutralnym stadionie w Opalenicy, z mistrzem klasy A (gr. I), Kolejarzem II Poznań. Mecz wygrała Dyskobolia 2:1.
- W 1960 Dyskobolia po raz pierwszy w swej historii staje przed szansą awansu, do meczów barażowych o wejście do II ligi. Decydujący o mistrzostwie okręgu mecz rozegrano na neutralnym stadionie (wówczas) im. 22 Lipca (stadionie Warty) w Poznaniu. Przeciwnikiem była drużyna Górnika Konin, która przy 10 tys. kibiców wygrała z Dyskobolią 2:1.
- Od listopada 1993 do 2 lipca 1996 Dyskobolia występowała jako fuzja z Orkanem Ptaszkowo pod nazwą KS Dyskobolia/Orkan Grodzisk Wielkopolski.
- W 1996 roku Dyskobolia po raz pierwszy w swej historii awansowała do II ligi.
- W 1997 po roku gry w II lidze, Dyskobolia wywalczyła awans do ekstraklasy.
- W 1998 roku klub z Grodziska zajął 16. miejsce w ekstraklasie i spadł do II ligi.
- W 1999 roku klub ponownie wywalczył awans.
- 27 listopada 2000 założono Groclin Dyskobolię Sportową Spółkę Akcyjną w Grodzisku Wielkopolskim. Stowarzyszenie sportowe funkcjonuje jednak nadal z odrębnymi władzami – ogranicza się jednak do prowadzenia szkolenia młodzieży.
- W 2003 klub wywalczył wicemistrzostwo Polski. Następnie grając w Pucharze UEFA (sezon 2003/2004) wyeliminował niemiecką Herthę oraz angielski klub Manchester City. Po dramatycznym boju Dyskobolia musiała uznać wyższość francuskiego Girondins Bordeaux i zakończyła udział w pucharze na 1/16 finału.
- W sezonie 2004/2005 Dyskobolia ponownie zdobyła tytuł Wicemistrza Polski. Oprócz tego jej piłkarze pokonali Zagłębie Lubin w finale Pucharu Polski, jednak w 2020 r. Zarząd Polskiego Związku Piłki Nożnej pozbawił Dyskobolię tytułu zdobywcy Pucharu Polski w sezonie 2004/05, w związku ze stwierdzeniem oszustwa sportowego[2]. Był to efekt afery korupcyjnej w polskiej piłce nożnej.
- 1 maja 2007, dzień po 85-leciu klubu, Dyskobolia zdobyła Puchar Polski, pokonując w finale w Bełchatowie Koronę Kielce 2:0.
- 10 czerwca 2007, klub zdobył Puchar Ekstraklasy w jego pierwszej edycji, pokonując w finale w Bełchatowie GKS Bełchatów 1:0.
- 3 marca 2008 na konferencji prasowej ogłoszono fuzję grodziskiego klubu ze Śląskiem Wrocław. Umowę przedwstępną w tej sprawie podpisali prezydent Wrocławia Rafał Dutkiewicz, prezes Dyskobolii Zbigniew Drzymała oraz dotychczasowy współwłaściciel Śląska Andrzej Mazur. Umowa zakładała powstanie jednego klubu, który miał zachować nazwę, barwy i tradycję klubu Śląsk Wrocław[3]. Negocjacje w sprawie fuzji trwały kilka miesięcy, jednakże już 11 czerwca Rafał Dutkiewicz wycofał się z pomysłu połączenia zespołów, oficjalnie z powodu braku zgody wszystkich klubów politycznych w radzie miejskiej Wrocławia. W związku z tym Zbigniew Drzymała rozpoczął negocjacje na temat fuzji z Pogonią Szczecin[4]. Jednak i w Szczecinie nie doszło do porozumienia.

- 7 maja 2008 miał miejsce ostatni rozegrany w Grodzisku Wielkopolskim mecz Dyskobolii w ekstraklasie z Wisłą Kraków zakończony remisem 0:0.
- 11 maja 2008 Dyskobolia zagrała ostatni mecz w ekstraklasie wygrywając w Wodzisławiu Śląskim z Odrą Wodzisław 3:2.
- 17 maja 2008 klub ponownie zdobył Puchar Ekstraklasy, pokonując w finale w Grodzisku Wielkopolskim Legię Warszawa 4:1.
- 10 lipca 2008 I-ligowa drużyna Dyskobolii rozegrała ostatni mecz pod nazwą „Dyskobolia” – sparing w Seefeld z Olympiakosem Pireus wygranym przez grodziszczan 2:0.
- 10 lipca 2008 odbyło się Nadzwyczajne Walne Zgromadzenie Groclin Dyskobolia SSA, które podjęło uchwałę o zmianie nazwy spółki na KSP Polonia Warszawa SSA oraz siedziby na Warszawę. Następnego dnia spółka została sprzedana Józefowi Wojciechowskiemu[5]. 22.07.2008 Komisja ds. Nagłych Polskiego Związku Piłki Nożnej wyraziła zgodę na przeniesienie klubu Groclin Dyskobolia SSA z Grodziska Wielkopolskiego do Warszawy oraz zmianę nazwy klubu na KSP Polonia Warszawa SSA[6].
- W sezonie 2008/2009 Klub Sportowy Dyskobolia przystąpił do rozgrywek IV ligi.
- Sezon 2009/2010 - 14. miejsce w IV lidze i spadek do klasy okręgowej.
- Sezon 2010/2011 - 13. miejsce w klasie okręgowej i spadek do klasy A.
- Sezon 2011/2012 - 8. miejsce w klasie A.
- Sezon 2012/2013 – 2. miejsce w klasie A za Lipnem Stęszew. (Jako wicemistrz klasy A, Dyskobolia powinna rozegrać mecze barażowe o wejście do klasy okręgowej z dwoma wicemistrzami pozostałych grup klasy A. Jednak baraże rozegrała drużyna Orkanu Konarzewo i to ona wygrywając baraże awansowała do klasy okręgowej. Przyczyną zaistniałej sytuacji było pozbawienie Dyskobolii zwycięstw z sezonu jesiennego, odniesionych nad LSSG Grodzisk Wielkopolski 0:4 i nad Tornado Trzebaw 10:1, przyznając wówczas walkower przeciwnikom. Oficjalnie więc Dyskobolia zajęła ostatecznie 3. miejsce i tym samym Orkan Konarzewo, jako wicemistrz rozegrał baraże. Jednak tuż po zakończeniu rozgrywek Wielkopolski ZPN uchylił wcześniejszą decyzję i uznał dwa pierwsze mecze jako zwycięstwa Dyskobolii. Tym samym oficjalnym wicemistrzem klasy A została Dyskobolia. Jednak baraży Orkanu nie anulowano, a Dyskobolia nowy sezon zaczęła w klasie A)
- Sezon 2013/2014 – 1. miejsce w klasie A z dorobkiem 63 punktów i stosunkiem bramkowym 90-22 (+68) i awans do wielkopolskiej klasy okręgowej.
- Sezon 2014/2015 – 7. miejsce w wielkopolskiej klasie okręgowej (Poznań-zachód) z dorobkiem 37 punktów i stosunkiem bramkowym 54–38 (+16).
- Sezon 2015/2016 – 14. miejsce w wielkopolskiej klasie okręgowej (Poznań-zachód) z dorobkiem 13 punktów i stosunkiem bramkowym 18–71 (-53). Zaznaczyć należy, iż klub wycofał się z rozgrywek po rundzie jesiennej.
- W grudniu 2015 roku zostaje rozwiązane stowarzyszenie klubu i klub przestaje istnieć.
- W grudniu 2017 roku powstaje stowarzyszenie „Nasza Dyskobolia" i następuje reaktywacja klubu.
- Sezon 2017/2018 - klub przystąpił do rozgrywek  klasy B (Poznań grupa IV), w której zajął 1. miejsce z dorobkiem 75 punktów i stosunkiem bramkowym 115-10 (+105) i awansował do klasy A.
- Sezon 2018/2019 - 3. miejsce w klasie A (Poznań grupa III) z dorobkiem 50 punktów i stosunkiem bramkowym 73-35 (+38). Dzięki reformie ligowej klub awansował do klasy okręgowej.
- Sezon 2019/2020 - 10. miejsce w wielkopolskiej klasie okręgowej (grupa IV) z dorobkiem 20 punktów i stosunkiem bramkowym 24-19 (+5).
- 2 września 2020 w wyniku afery korupcyjnej klub zostaje pozbawiony Pucharu Polski z 2005 roku.
- Sezon 2020/2021 - 2. miejsce w wielkopolskiej klasie okręgowej (grupa IV) z dorobkiem 77 punktów i stosunkiem bramkowym 93-21 (+72). Awans do wielkopolskiej V ligi po wygranym meczu barażowym z Kłosem Zaniemyśl (1:1, 6:5 w rzutach karnych).
- Sezon 2021/2022 - 7. miejsce w wielkopolskiej V lidze (grupa II) z dorobkiem 47 punktów i stosunkiem bramkowym 67-40 (+27).
- Sezon 2022/2023 - 8. miejsce w wielkopolskiej V lidze (grupa II) z dorobkiem 44 punktów i stosunkiem bramkowym 55-46 (+9).
- Sezon 2023/2024 - 4. miejsce w wielkopolskiej V lidze (grupa I) z dorobkiem 58 punktów i stosunkiem bramkowym 73-39 (+34).
- Sezon 2024/25 - 3. miejsce w wielkopolskiej V lidze (grupa I) z dorobkiem 59 punktów i stosunkiem bramkowym 78-47 (+31).

## Sezony Dyskobolii na najwyższych 4 szczeblach
| Sezon     | Liga                         | Msc. | M  | Pkt | BZ | BS | +/−  |
| --------- | ---------------------------- | ---- | -- | --- | -- | -- | ---- |
| 1957      | liga okręgowa (ob. III liga) | 8.   | 22 | 21  | 31 | 47 | -16  |
| 1958      | liga okręgowa (ob. III liga) | 3.   | 22 | ?   | ?  | ?  | ?    |
| 1959      | liga okręgowa (ob. III liga) | 9.   | 22 | 19  | 28 | 37 | -9   |
| 1960      | liga okręgowa (ob. III liga) | 2.   | 22 | 31  | 55 | 28 | +27  |
| 1960/1961 | liga okręgowa (ob. III liga) | 6.   | ?  | 28  | 62 | 57 | +5   |
| 1961/1962 | liga okręgowa (ob. III liga) | 7.   | ?  | 30  | 63 | 69 | -6   |
| 1962/1963 | liga okręgowa (ob. III liga) | 13.  | 30 | 23  | 69 | 75 | -6   |
| 1964/1965 | liga okręgowa (ob. III liga) | 6.   | 28 | 29  | 52 | 59 | -7   |
| 1965/1966 | liga okręgowa (ob. III liga) | 8.   | 30 | ?   | ?  | ?  | ?    |
| 1974/1975 | liga okręgowa (ob. III liga) | 13.  | 26 | 14  | 35 | 97 | -62  |
| 1975/1976 | liga okręgowa (ob. III liga) | 14.  | 26 | 12  | 31 | 69 | -38  |
| 1995/1996 | III liga (ob. II liga)       | 1.   | 34 | 74  | 81 | 19 | +62  |
| 1996/1997 | II liga (ob. I liga)         | 1.   | 34 | 72  | 71 | 39 | +32  |
| 1997/1998 | I liga (ob. Ekstraklasa)     | 16.  | 34 | 29  | 30 | 55 | -25  |
| 1998/1999 | II liga (ob. I liga)         | 1.   | 26 | 50  | 52 | 37 | +15  |
| 1999/2000 | I liga (ob. Ekstraklasa)     | 11.  | 30 | 36  | 29 | 46 | -17  |
| 2000/2001 | I liga (ob. Ekstraklasa)     | 10.  | 30 | 37  | 35 | 38 | -3   |
| 2001/2002 | I liga (ob. Ekstraklasa)     | 12.  | 28 | 43  | 36 | 38 | -2 * |
| 2002/2003 | I liga (ob. Ekstraklasa)     | 2.   | 30 | 62  | 56 | 26 | +30  |
| 2003/2004 | I liga (ob. Ekstraklasa)     | 4.   | 26 | 46  | 57 | 31 | +26  |
| 2004/2005 | Ekstraklasa                  | 2.   | 26 | 51  | 46 | 28 | +18  |
| 2005/2006 | Ekstraklasa                  | 7.   | 30 | 37  | 37 | 45 | -8   |
| 2006/2007 | Ekstraklasa                  | 5.   | 30 | 48  | 40 | 26 | +14  |
| 2007/2008 | Ekstraklasa                  | 3.   | 30 | 60  | 52 | 24 | +28  |

Uwagi:
- Atleta rzucający dyskiem w herbie klubu to słynna rzeźba Myrona Dyskobol z ok. 450 p.n.e.
- W 1935 Dyskobolia wywalczyła jedno z czołowych miejsc w Kl-B i w związku z tworzącą się Ligą Okręgową (ówcześnie II szczebel rozgrywek), do której przeszło 8 najlepszych drużyn z Kl-A, zagrała w eliminacjach uzupełniających Kl-A, jednak bez powodzenia.

## Informacje dotyczące działalności innych klubów sportowych na terenie Grodziska Wielkopolskiego
- Najwcześniejszych śladów działalności sportowej na terenie Grodziska można doszukać się w powstałym w 1646 r. Bractwie Strzeleckim zw. powszechnie „Bractwem Kurkowym”, gdzie ćwiczono początkowo szermierkę, rzut oszczepem, strzelanie z łuku i kuszy, a później broni palnej. Wynikało to z obowiązku obrony, jaki spoczywał na mieszkańcach miast.
- Z 15 marca 1810 r., kiedy to Grodzisk leżał w granicach Księstwa Warszawskiego pochodzi wzmianka o zorganizowaniu wyścigów konnych, przez dowódcę francuskiego pułku dragonów. Uczestnikami wyścigów byli oficerowie francuscy i polscy oraz młodzież ziemiańska z okolicy.
- W latach 1876–1888 bardzo popularne stały się wyścigi konne organizowane przez pocztę konną. Powszechne stają się też biegi przełajowe organizowane przez stowarzyszenie ladwerzystów.
- W regionalnej prasie z lat siedemdziesiątych XIX w. zachowały się informacje o zawodach sportowych zorganizowanych na dużą skalę w Grodzisku. Pomysłodawcą i organizatorem zawodów zwanych „olimpijskimi” był Stefan Wenclewicz, właściciel Hotelu „Dunort” przy ul. Poznańskiej. W zawodach uczestniczyła młodzież z Grodziska, Poznania, Wrocławia i Drezna. „Ścigano się w dal”, „ścigano po przeszkodach”, „rzucano dyskiem”, „strzelano z łuku do fantów”
- W 1896 powstało w mieście Towarzystwo Cyklistów, propagujące jazdę na kołach, którego prezesem został Jan Sucharski[7].
- W 1901 na bazie Towarzystwa Cyklistów powstało Towarzystwo Kołowników Grodziskich.
- W 1903 powstało „Gniazdo Sokoła”, należące do Związku Towarzystw Gimnastycznych Sokół, które skupiało wyłącznie młodzież polską. (W 1922 tworzy się okręg grodziski do którego należały gniazda sokole z 22 miejscowości).
- W 1915 r., powstała I Drużyna Skautowska im. Tadeusza Kościuszki, która aby ukryć przed władzami pruskimi swą patriotyczną działalność, oficjalnie została zarejestrowana 22 marca 1916 r., jako Klub Sportowy Kolumbia.
- Poza wymienioną Kolumbią, w tym czasie na terenie Grodziska działał Klub Sportowy Celeritas skupiający drobnych kupców i rzemieślników, a utworzony z inicjatywy Towarzystwa Robotników Katolickich powstałego w Grodzisku 24 września 1894 r. oraz Klub Sportowy Florencja skupiający młodzież uczącą się różnych zawodów. W obu klubach uprawiano głównie piłkę nożną, a we Florencji w piłkę grały także kobiety. Kiedy dokładnie oba kluby powstały nie wiadomo.
- W 1922 r., już w wolnej Polsce powstał Klub Sportowy Dyskobolia.
- W 1925 nastąpiła fuzja Dyskobolii z Florencją i tym samym Dyskobolia stała się w mieście jedynym klubem piłkarskim (wcześniej prawdopodobnie nastąpiła także fuzja z Celeritasem).
- W latach 30. XX w. działały na terenie Grodziska jednak inne kluby. W 1930 r., powstała drużyna piłkarska grodziskiego Sokoła, która w lipcu rozegrała swój pierwszy mecz z Kanią Gostyń[8]. Tenis ziemny poza Dyskobolią istniał w Grodziskim Klubie Tenisowym. Istniały dwa kluby kręglarskie, które miały do dyspozycji pięć kręgielni. „Dobry Rzut” miał siedzibą na ul. Poznańskiej, w lokalu Walentego Węnclewicza i konkurencyjna „Dziesiątka” z siedzibą na Starym Rynku w lokalu Franciszka Nawrota. Tenis stołowy poza sekcją Dyskobolii istniał w KSMm (Katolickim Stowarzyszeniu Młodzieży męskiej), w GKS-ie i Harcerzu[9]
- Już w marcu 1945 roku wznowiła działalność KS Dyskobolia.
- W 1947 działał na terenie miasta Motoklub Unia Poznań oddział Grodzisk (sekcja motorowa istnieje równolegle także przy Dyskobolii), a przy dworcu kolejowym powstał KS Kolejarz z sekcją tenisa stołowego, który w 1948 dokonał fuzji z Dyskobolią jako KKS Kolejarz Grodzisk.
- W 1948 powstał Zakładowy Klub Sportowy Spójnia przy Zakładach Mięsnych, który ok. 1950 r. dokonał fuzji z Kolejarzem i przyjął nazwę KS Sparta Grodzisk, a ZMP powołał KS Orzeł, który działał krótko.
- W poł. lat 80. XX w. na bazie zlikwidowanej w Dyskobolii sekcji tenisa stołowego powstaje MKS (Młodzieżowy Klub Sportowy), który po roku zmienił nazwę na KS Płomień. Działalności zaprzestał w 1990.
- W 1987 istniał LZS Wodnik Grodzisk, który bierze udział w turnieju z okazji 1 maja w Grąblewie o puchar I Sekretarza KMG PZPR[10].
- W 1993 na bazie zlikwidowanej sekcji Dyskobolii powstał Grodziski Klub Koszykówki, który działał krótko.
- W 2002 powstało Ludowe Stowarzyszenie Sportowe Gminy Grodzisk z siedzibą w UMiG, próbujące kontynuować tradycje dawnego Orkanu Ptaszkowo.
- W 2003 powstał kobiecy klub piłki nożnej Grodziskie Stowarzyszenie Sportowe, występujący w II lidze wielkopolskiej.
- W 2007 na przedmieściu Grodziska w Zdroju powstał Ludowy Klub Piłkarski Inter Zdrój.
- W mieście działa także Klub Karate Kyokushin KANKU założony ok. 2007.
- W latach 2004–2006 satelickim klubem Dyskobolii była Obra Kościan.

## Sukcesy
- Mistrzostwa Polski

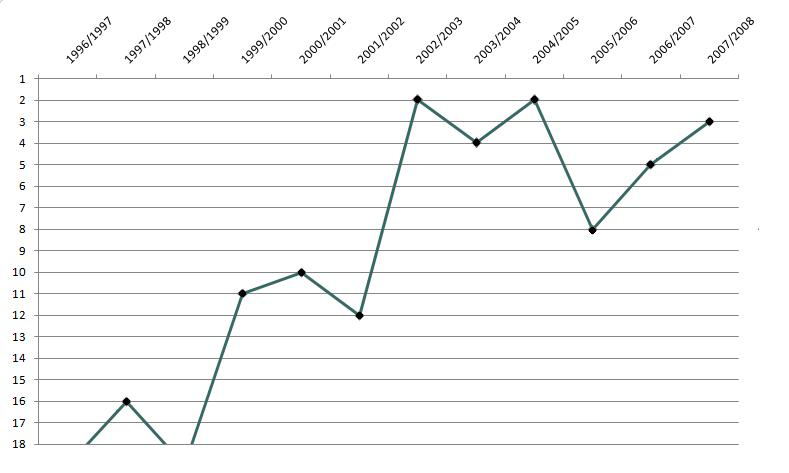
Sezony Dyskobolii w ekstraklasie

  - Wicemistrz Polski (2 razy) – 2002/2003 i 2004/2005
- Puchar Polski (1 raz) – 2006/2007
- Puchar Ligi Polskiej (2 razy) – 2006/2007 i 2007/2008
- Mistrz II Ligi (obecna I liga) 1996/1997 i 1998/1999
- Zdobywca Pucharu Beniaminków – Mława'97 w 1997 (Puchar rozegrany tylko raz, z udziałem mistrzów i wicemistrzów grup II ligi)

## Sukcesy regionalne
- Puchar Polski – Okręgu Poznańskiego (2 razy) – 1994/1995 i 1995/1996
- Mistrz Wielkopolski Juniorów U-19 (3 razy) – 1969/1970, 2004/2005 i 2005/2006
- Wicemistrz Wielkopolski Juniorów (2 razy) – 1949 i 2006/2007

## Europejskie puchary
Legenda do wszystkich tabel:
- Q – runda eliminacyjna, 1/16, 1/8, 1/4, 1/2 – odpowiednia faza rozgrywek, Grupa – runda grupowa, 1r gr – pierwsza runda grupowa, 2r gr – druga runda grupowa, F – finał, R – runda, PO – play-off
- k. – rzuty karne, los. – losowanie, Dogr. – dogrywka, w. – zasada bramek strzelonych na wyjeździe

### Puchar UEFA
| Sezon   | Runda | Przeciwnik             | Dom | Wyjazd | Ogólnie |
| ------- | ----- | ---------------------- | --- | ------ | ------- |
| 2003/04 | 2Q    | Atlantas Kłajpeda      | 2–0 | 4–1    | 6–1     |
| 2003/04 | 1R    | Hertha BSC             | 1–0 | 0–0    | 1–0     |
| 2003/04 | 2R    | Manchester City        | 0–0 | 1–1    | 1–1, w. |
| 2003/04 | 3R    | Girondins Bordeaux     | 0–1 | 1–4    | 1–5     |
| 2005/06 | 2Q    | Dukla Bańska Bystrzyca | 4–1 | 0–0    | 4–1     |
| 2005/06 | 1R    | RC Lens                | 2–4 | 1–1    | 3–5     |
| 2007/08 | 1Q    | MKT-Araz İmişli        | 1–0 | 0–0    | 1–0     |
| 2007/08 | 2Q    | Toboł Kustanaj         | 2–0 | 1–0    | 3–0     |
| 2007/08 | 1R    | FK Crvena zvezda       | 0–1 | 0–1    | 0–2     |

### Puchar Intertoto UEFA
| Sezon | Runda | Przeciwnik    | Dom | Wyjazd | Ogólnie |
| ----- | ----- | ------------- | --- | ------ | ------- |
| 2001  | 1R    | Spartak Warna | 1–0 | 0–4    | 1–4     |

## Trenerzy
| Lp. | Imię i nazwisko      | Państwo  | Od         | Do         |
| -   | nieznany             | -        | 1922       | 1.07.1985  |
| 1.  | Wojciech Wąsikiewicz | Polska   | 1.07.1985  | 30.06.1990 |
| -   | nieznany             | -        | 30.06.1990 | 1.06.1995  |
| 2.  | Jan Stępczak         | Polska   | 1.06.1995  | 30.06.1998 |
| 3.  | Marcin Bochynek      | Polska   | 1.07.1998  | 5.09.1999  |
| 4.  | Jerzy Kasalik        | Polska   | 6.09.1999  | 10.10.1999 |
| 5.  | Janusz Białek        | Polska   | 11.10.1999 | 22.06.2001 |
| 6.  | Edward Lorens        | Polska   | 14.06.2001 | 7.10.2001  |
| 7.  | Bogusław Kaczmarek   | Polska   | 8.10.2001  | 27.06.2003 |
| 8.  | Dusan Radolsky       | Słowacja | 28.06.2003 | 23.10.2005 |
| 9.  | Verner Licka         | Czechy   | 24.10.2005 | 1.11.2006  |
| -   | nieznany             | -        | 1.11.2006  | 16.11.2006 |
| 10. | Maciej Skorża        | Polska   | 16.11.2006 | 6.06.2007  |
| 11. | Jacek Zieliński      | Polska   | 6.06.2007  | 10.07.2008 |

## Prezesi klubu
- 1922 – Józef Jachimiak
- 1922-1923 – Władysław Niewiadomski
- 1924 – Marian Perzyński
- 1925 – Mieczysław Schneider
- 1926 – Feliks Grześkowiak
- 1927 – Stanisław Paszek
- 1928 – Karol Hoffmann
- 1929-1931 – Jan Węclewicz
- 1932-1935 – Antoni Thum
- 1936 – Witold Wawrzyniak
- 1937-1939 – Antoni Ptak
- 1945 – Mieczysław Schneider
- 1946-1947 – Antoni Ptak
- 1948 – Józef Kubera
- 1949-1950 – Józef Woźniak
- 1950-1953 – Mikołaj Sobkowiak
- 1954-1957 – Kazimierz Mendel
- 1958-1960 – Władysław Drzymała
- 1961-1963 – Stanisław Urbaniak
- 1963-1968 – Feliks Derkowski
- 1968-1991 – Andrzej Hojan
- 1991-2000 – Ryszard Kaczmarek
- 2000-2008 – Zbigniew Drzymała – prezes Groclin Dyskobolia SSA
- 2008-2010 – Ryszard Kaczmarek
- 2011-2016 – Paweł Rozmiarek – prezes Dyskobolia Intermarche
- od 2016 - Filip Groszczyk

## Reprezentanci Polski w barwach Dyskobolii
- Sebastian Mila – 15 meczów i 3 gole
- Grzegorz Rasiak – 10 meczów i 3 gole
- Andrzej Niedzielan – 7 meczów i 4 gole
- Marcin Zając – 6 meczów
- Radosław Sobolewski – 4 mecze i 1 gol
- Radosław Majewski – 4 mecze
- Mariusz Liberda – 3 mecze
- Adrian Sikora – 2 mecze i 1 gol
- Piotr Piechniak – 2 mecze
- Sebastian Przyrowski – 2 mecze
- Tomasz Moskała – 1 mecz
- Marcin Nowacki – 1 mecz
- Bartosz Ślusarski – 2 mecze

## Inne sekcje działające dawniej w klubie
- Boks – sekcja figuruje w spisie w 1947 r., działała jednak krótko, gdyż już pod koniec 1948 r. sekcja przeniosła się do ZKS Spójnia Grodzisk[12]. W sekcji bokserskiej Dyskobolii walczył min. Feliks Suwiczak, późniejszy zawodnik Warty Poznań.
- Brydż
- sekcja gier sportowych
- Kolarstwo – sekcja pojawiła się w 1938 r., wznowiła działalność w 1947 r. i działała do połowy lat 50.
- Koszykówka (męska i żeńska) – sekcja żeńska w 1993 r., otrzymała propozycję gry w II lidze[13]. Z braku finansów sekcję rozwiązano.
- Lekkoatletyka (1922 – początek lat 60. XX w.) – z lekkoatletyką w Dyskobolii związany był przez pewien czas Józef Rutkowski – w późniejszym okresie mistrz Polski w sprincie, w okresie PRL-u wiceprzewodniczący Głównego Komitetu Kultury Fizycznej i Turystyki, który w 1972 r. przewodniczył Honorowemu Komitetowi Obchodów 50-lecia KS Dyskobolia. Byłym lekkoatletą Dyskobolii był też Jan Stróżyk – mistrz województwa poznańskiego w biegu na 800 m w roku 1957.
- sekcja motocyklowa – sekcja pojawiła się w 1947 r. Równolegle działał Motoklub Unia Poznań oddział Grodzisk z prezesem Maciejem Stecińskim. (Planowano wybudować tor żużlowy przy ul. Nowotomyskiej). Obie sekcje zaprzestały działalności w połowie lat 50. XX w.[14]
- Siatkówka (męska i żeńska) – w 1988 siatkarze Dyskobolii zdobywają wicemistrzostwo ligi międzywojewódzkiej za Pocztowcem Poznań, który awansuje do II ligi. – z Dyskobolii wywodzi się Elżbieta Dziurla późniejsza siatkarka AZS Poznań.
- Tenis stołowy – sekcja powstała ok. 1933 r.[14] i szybko znalazła miejsce w Lidze Okręgowej (najwyższa liga, której mistrzowie walczyli o Mistrzostwo Polski). Bracia Engelbert, Paweł i Herbert Vohlgemuthowie byli mistrzami Ziem Zachodnich. Sekcja zaprzestała działalności w poł. lat 80. XX w. Działalność sekcji kontynuował MKS, który po roku zmienił nazwę na Rzemieślniczy KS Płomień Grodzisk. W 1990 r., drużyna żeńska wywalczyła awans do II ligi. Z powodów finansowych w tymże roku klub zawiesił działalność[15].
- Tenis ziemny (uprawiany nadal w Tennis Club Groclin od 1997 r.)
- Szachy